# Oleria hippodamia
Oleria hippodamia är en fjärilsart som beskrevs av Donovan 1823. Oleria hippodamia ingår i släktet Oleria och familjen praktfjärilar. Inga underarter finns listade i Catalogue of Life.